# Evelyn Wever-Croes
Pour les articles homonymes, voir Wever et Croes.
Evelyn Wever-Croes, née le 5 décembre 1966 à Leyde, est une femme d'État arubaine, membre du Mouvement électoral du peuple qu'elle dirige depuis 2011. Elle est ministre-présidente d'Aruba de 2017 à 2025.

## Biographie
Evelyn Wever-Croes prend la tête d'un gouvernement regroupant les partis Mouvement électoral du peuple (MEP), Peuple fier et respecté (POR) et Réseau électoral démocratique (RED) le 17 novembre 2017 à la suite des élections législatives organisées deux mois plus tôt. Elle est alors la première femme ministre-présidente d'Aruba depuis la création de ce poste avec l'autonomie de l'île en 1986. Le 31 mars 2021, une enquête judiciaire est ouverte pour détournement de fonds publics à l'encontre de membres du parti Peuple fier et respecté, entrainant la chute du gouvernement.
À la suite des élections législatives du 26 juin 2021, le MEP conserve ses neuf sièges au parlement, cependant que ses deux anciens partenaires de coalition sont éliminés. Après de longues négociations, Evelyn Wever-Croes constitue en août un deuxième gouvernement de coalition avec le parti RAIZ qui entre en fonction le 21 septembre suivant.
Le 9 septembre 2024, Evelyn Wever-Croes démissionne à la suite de l'élection à la présidence des États d'Aruba de Raymond Kamperveen, candidat de RAIZ, avec l'aide de l'opposition face au président sortant Edgard Vrolijk, du MEP,.
Les élections législatives anticipées du 6 décembre 2024 voient la victoire du Parti populaire arubais avec neuf sièges alors que le MEP en obtient huit. En mars 2025, Evelyn Wever-Croes est remplacée par Mike Eman qui devient le nouveau ministre-président.